# Вороньківка
Воро́ньківка —  село в Україні, у Бучанського району Київської області. Населення становить 247 осіб. Входить до складу Бучанської міської громади.